# Газпром энергохолдинг
ООО «Газпром энергохолдинг» — российская компания, осуществляющая управление энергетическими активами «Газпрома». Полное наименование — Общество с ограниченной ответственностью «Газпром энергохолдинг». Штаб-квартира — в Санкт-Петербурге.

## Собственники и руководство
«Газпром энергохолдинг» — 100%-ная дочерняя компания транснациональной энергетической компании ПАО «Газпром». Генеральный директор — Денис Фёдоров.

## Деятельность
Компания контролирует крупные энергетические активы: 50,3 % компании ОГК-2, 88,44 % МОЭК, 53,5 % «Мосэнерго» и 51,8 % ТГК-1.
В ближайшие годы планируется перевести указанные энергетические активы на единую акцию и провести IPO объединённой энергетической компании.

#### Показатели деятельности
По итогам 2021 года чистая прибыль группы компаний ожидалась на уровне 37 млрд рублей, но в итоге превысила 52 млрд рублей. Итоги 2022 года ожидаются на уровне предыдущего отчетного периода. 